# پروین اعتصامی
رخشنده اعتصامی (۲۵ اسفندِ ۱۲۸۵ – ۱۵ فروردینِ ۱۳۲۰)، معروف به پروین اعتصامی، شاعر ایرانی بود. او بیشتر به‌دلیل به کار بردن سبک شعریِ مناظره در شعرهایش معروف است. مضامین و معانی شعرهای او توصیف‌کنندهٔ دلبستگیِ عمیقش به پدر، استعداد و شوقِ فراوانش به آموختنِ دانش، روحیهٔ ظلم‌ستیزی و مخالفت با ستم و ستمگران، حمایت از حقوقِ زنان و ابراز همدلی و همدردی با محرومان و ستم‌دیدگان جامعه است. او را «مشهورترین شاعر زن ایران» گفته‌اند.
اعتصامی از کودکی زبان‌های فارسی و انگلیسی و عربی را نزدِ پدرش آموخت و از همان کودکی زیرِ نظرِ پدر و استادانی چون علی‌اکبر دهخدا و محمّدتقی بهار سرودنِ شعر را آغاز کرد. پدرش، میرزا یوسف خان اعتصامی آشتیانی، شاعر و مترجم بود و در شکل‌گیریِ زندگیِ هنریِ پروین و کشفِ توانایی‌ها و ذوق و گرایشش به شعر نقشِ مهمّی داشته است. اعتصامی در بیست‌ و هشت‌ سالگی ازدواج کرد؛ امّا به خاطرِ اختلافِ فکری با همسرش، پس از چندی از او جدا شد. پس از جدایی مدّتی در کتابخانهٔ دانشسرای عالی تهران به کتابداری مشغول شد. یگانه اثرِ چاپ و منتشرشده از پروین دیوانِ اشعار او است، که دارای ۶۰۶ شعر شامل اشعاری در قالب‌های مثنوی، قطعه و قصیده است. شعرهای پروین پیش از چاپ به‌صورت مجموعه و کتاب، در مجلهٔ بهار و منتخبات آثار از ضیاء هشترودی و امثال و حکم از دهخدا، چاپ می‌شدند. موفقیت اولین چاپ دیوان اشعار او سبب پیدایش زمینه برای چاپ‌های بعدی شعرهای او شد. اعتصامی پیش از چاپ دومین نوبت از دیوان اشعارش، بر اثر بیماری حصبه در سی‌ و پنج‌ سالگی در تهران درگذشت و در حرم فاطمهٔ معصومه، در آرامگاه خانوادگی‌اش، به خاک سپرده شد. زادروز او روز بزرگداشت پروین اعتصامی نام‌گذاری شده‌است.
اعتصامی از پیروان «جریان تلفیقی» است. اشعار او اغلب از حوادث و اتفاقات شخصی و اجتماعی خالی‌اند. در میان اشعار او، شعری وجود ندارد که با کمک آن بتوان صراحتاً شخص شاعر را شناخت. شعر اعتصامی از دیدگاه طرز بیان مفاهیم و معانی، بیشتر به‌صورت «مناظره» و «سؤال و جواب» است. در دیوان او بیش از هفتاد نمونه مناظره آمده که وی را از این لحاظ در میان شاعران فارسی برجسته ساخته‌است. این مناظره‌ها نه‌تنها میان انسان‌ها و جانوران و گیاهان، بلکه میان انواع اشیا — از قبیل سوزن و نخ — نیز اتفاق می‌افتد. اعتصامی در بیان مقاصد خود از هنرهای «شخصیت‌بخشی» و «تخیل» و «تمثیل»، با شیوایی کم‌نظیری استفادهٔ بسیار کرده‌است.

## منبع‌شناسی
دربارهٔ پروین اعتصامی پیش و پس از مرگش فراوان نوشته‌اند. منابع دست اول برای شناخت زندگی پروین اعتصامی، کتاب‌ها و اسناد منتشرشده از خانواده و نزدیکان اوست که از میان آن‌ها می‌توان به تاریخچهٔ زندگانی پروین اعتصامی اثر ابوالفتح اعتصامی، برادر پروین، اشاره کرد. از دیگر منابع دست اول، می‌توان به کتاب مجموعه مقالات و قطعات و اشعار اشاره کرد که یک سال پس از مرگش نوشته و در سال ۱۳۲۳، برای نخستین بار چاپ شده‌است. همچنین به‌دلیل این‌که شعرهای پروین در قالب مناظره و با زبانی صمیمی و کودکانه هستند، نویسندگانی مانند مهناز بهمن که نویسندهٔ گروه سنی کودک و نوجوان هستند، زندگانی پروین را در قالب کتاب نوشته‌اند.
منابع دیگر برای شناخت زندگانی پروین عبارتند از دائرةالمعارف بزرگ اسلامی اثر علی‌اصغر دادبه، با چراغ و آینه اثر محمدرضا شفیعی کدکنی و دائرةالمعارف کودکان و نوجوانان اثر قاسم قالیباف؛ که فقط در بخش‌هایی از خود به شرح زندگی پروین پرداخته‌اند. مقالات زیادی نیز در مورد شرح زندگی پروین وجود دارد، نظیر مقالهٔ پروین اعتصامی نوشتهٔ غلامعلی حداد عادل است که در دانشنامهٔ جهان اسلام منتشر شده‌است. همچنین مقدمه‌هایی که برای دیوان پروین اعتصامی نوشته شده‌اند نیز بخش‌هایی از زندگی‌نامه وی را نگاشته‌اند که از مقدمه‌های مشهور دیوان پروین، می‌توان به مقدمهٔ چاوش اکبری برای چاپ سوم و مقدمهٔ انتشارات اقبال در چاپ‌های بعدی اشاره کرد.

## زندگی

### کودکی و خانواده

عکسی از کودکی که برای ایفای نقش پروین در فیلم در نظر گرفته شده بود.

پروین اعتصامی با نام اصلی رخشنده اعتصامی در ۲۵ اسفند ۱۲۸۵ هجری خورشیدی، مطابق با ۱۷ مارس ۱۹۰۷ میلادی، در تبریز زاده شد. او فرزند یوسف اعتصامی آشتیانی ملقّب به اعتصام‌الملک (زادهٔ ۱۲۵۴ تبریز) نویسنده و مترجم معاصر ایرانی و اخترالملوک اعتصامی است. اخترالملوک اعتصامی دختر عبدالحسین مقدّم العداله، از شاعران دورهٔ قاجاریه و متخلص به «شوری بخشایشی» (اهل شهر بخشایش در آذربایجان شرقی) بود. او تخلص «پروین» را برای خود انتخاب کرد که تا آن زمان نامی مرسوم برای دختران نبود. بعدها پروین نام خود را از رخشنده به پروین تغییر داد؛ چنان‌چه در شناسنامه‌اش مشاهده می‌شود. پروین بعدها مجبور شد در شعری، توضیح بدهد که پروین، نامی دخترانه است:
| مرد پندارند پروین را، چه برخی زاهلِ فضل |  | این معما گفته نیکوتر که پروین مرد نیست |

پروین آخرین فرزند خانواده بود و سه برادر بزرگ‌تر از خود به نام‌های ابوالحسن، ابوالفتح و ابوالنصر داشت.
یوسف اعتصامی، در سال ۱۲۸۸ هجری خورشیدی به‌عنوان نمایندهٔ مردم تبریز در مجلس شورای ملی انتخاب شد. به همین دلیل در سال ۱۲۹۱ هجری خورشیدی در هنگامی که پروین ۶ سال داشت، به‌همراه خانواده‌اش از تبریز به تهران مهاجرت کرد. پروین از کودکی با مشروطه‌خواهان و چهره‌های فرهنگی آشنا شد و ادبیات را در کنار پدر و از استادانی چون دهخدا و ملک الشعرای بهار آموخت. در دوران کودکی، زبان‌های فارسی و عربی و انگلیسی را زیر نظر پدرش در منزل آموخت و پس از آن به مدرسهٔ آمریکایی ایران کلیسا (به انگلیسی: Iran bethel) رفت و در سال ۱۳۰۳ تحصیلاتش را در آنجا به پایان رسانید. او در تمام سال‌های تحصیلش از دانش‌آموزان ممتاز بود و حتی مدتی در همان مدرسه به تدریس زبان و ادبیات انگلیسی پرداخت. او هم‌زمان با تحصیل، شعر نیز می‌سرود.

### اشعار کودکی و نوجوانی

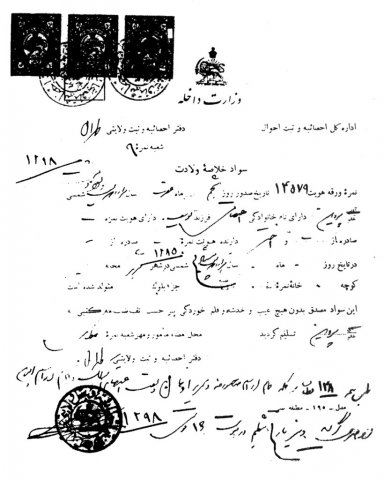
تصویری از شناسنامه پروین اعتصامی

مهناز بهمن می‌نویسد: نخستین شعرهای پروین اعتصامی در هفت‌سالگی بوده‌است و برخی از زیباترین شعرهایش مربوط به دوران نوجوانی (۱۱ تا ۱۴سالگی) او هستند. از کودکی پدرش در زمینهٔ وزن و شیوه‌های یادگیری به او کمک می‌کرد. گاهی شعری از شاعران قدیم ایران مانند سعدی یا حافظ را به او می‌داد تا بر اساس آن شعر دیگری بسراید؛ وزن آن را تغییر دهد یا قافیه‌ای نو برایش پیدا کند. همین تمرین‌ها و تلاش‌ها زمینه‌ای شد که با ترتیب قرارگیری کلمات و استفاده از آن آشنا شود و در سرودن شعر تجربه کسب کند. همچنین پدرش گاهی قطعه‌هایی زیبا و لطیف از کتاب‌های خارجی (انگلیسی، فرانسوی، زبان ترکی آذربایجانی و عربی) جمع می‌کرد و پس از ترجمه آن‌ها به فارسی، پروین را تشویق می‌کرد تا آن را به‌صورت شعر درآورد. برای نمونه، یوسف اعتصامی شعر «قطرات سه‌گانه» از تریللو را ترجمه و در مجلهٔ بهار چاپ کرد. سپس پروین با الهام از این سروده، شعرهای «گوهر و اشک» و «دو قطره خون» را سرود.
از معروف‌ترین شعرهایی که او در این سنین سروده‌است می‌توان به شعرهای گوهر و سنگ، ای مرغک، اشک یتیم، کودک آرزومند، صاعقه ما ستم اغنیاست، سعی و عمل و اندوه فقر اشاره کرد.
به‌نوشتهٔ بهمن، شعرهایی که پروین در سنین کودکی می‌سرود بیشتر دارای محتوایی کودکانه، ساده و تخیلی بودند. یکی از شعرهای او در ۸سالگی، مناظره‌ای بین «نخود و لوبیا» است:
| نخودی گفت لوبیایی را      |  | کز چه من گردم این چنین، تو دراز؟ |
| گفت: ما هردو را بباید پخت |  | چاره‌ای نیست، با زمانه بساز       |

یا شعری دیگر، مناظره‌ای بین «سیر و پیاز» است:
| سیر یک روز طعنه زد به پیاز |  | که تو مسکین چه‌قدر بدبویی  |
| گفت: از عیبِ خویش بی‌خبری    |  | زان ره، از خلق عیب می‌جویی |

پروین شعرهایش را در حضور شاعران و دانشمندانی مانند علی اکبر دهخدا، ملک‌الشعرای بهار، عباس اقبال آشتیانی، سعید نفیسی و نصرالله تقوی که از دوستان یوسف اعتصامی بودند و گاهی به خانهٔ او می‌آمدند، می‌خواند و مورد تشویق آن‌ها قرار می‌گرفت. پروین اعتصامی در هجده‌سالگی دانش‌آموخته شد. او در تمام دوران مدرسه‌اش دانش‌آموزی ممتاز بود البته پیش از ورود به مدرسهٔ فارسی، انگلیسی و عربی را نزد پدر آموخت. او حتی می‌توانست داستان‌های مختلفی را به زبان انگلیسی بخواند. او به دانستن علاقه داشت و سعی می‌کرد در حد توان خود از همه‌چیز آگاهی پیدا کند؛ به همین دلیل در مدرسهٔ قبلی‌اش ادبیات فارسی و انگلیسی تدریس می‌کرد. شولر، رئیس مدرسهٔ آمریکایی، پروین را در یادگیری دروس بسیار مشتاق توصیف می‌کند. او همچنین می‌گوید که پروین در طول زمان تحصیلاتش، با دختری آمریکایی به نام «هلن کالینز» مکاتبه داشته؛ و این مکاتبه را تا آخر عمر ادامه داده‌است.

### سخنرانی در جشن دانش‌آموختگی
در خرداد ۱۳۰۳، جشن دانش‌آموختگی پروین در مدرسه برپا شد. او در آن جشن دربارهٔ تاریخ جفای مردان به زنان حین شروع تمدن‌ها، اصلاح این روند در اروپا و بی‌سوادی و بی‌خبری زنان ایران در مقایسهٔ با آن‌ها حرف زد. اعتصامی در بخش‌هایی از سخنان‌اش که به «اعلامیهٔ زن و تاریخ» معروف است، می‌گوید:
| « | داروی بیماری مزمن شرق، منحصر به تربیت و تعلیم است. تربیت و تعلیم حقیقی که شامل زن و مرد باشد و تمام طبقات را از خوان گستردهٔ معرفت مستفید نماید. ایران، وطن عزیز ما که مفاخر و مآثر عظیمهٔ آن زینت‌افزای تاریخ جهان است. ایران که تمدن قدیمش اروپای امروز را رهین منت و مدیون نعمت خویش دارد. ایران با عظمت و قوتی که قرن‌ها بر اقطار و ابحار عالم حکمروا بود، از مصائب و شداید شرق سهم وافر برده، اکنون دنبال گمگشتهٔ خود می‌دود و به دیدار شاهد نیکبختی می‌شتابد. پیداست برای مرمت خرابی‌های زمان گذشته، اصلاح معایب حالیه، و تمهید سعادت آتیه، چه مشکلاتی در پیش است. ایرانی باید ضعف و ملالت را از خود دور کرده، تند و چالاک این پرتگاه‌ها را عبور نماید. امیدواریم به همت دانشمندان و متفکرین، روح فضیلت در ملت ایجاد شود و با تربیت نسوان اصلاحات مهمهٔ اجتماعی در ایران فراهم گردد. در این صورت بنای تربیت حقیقی استوار خواهد شد و فرشتهٔ اقبال در فضای مملکت سیروس و داریوش بال‌گشایی خواهد کرد. | » |

### ازدواج

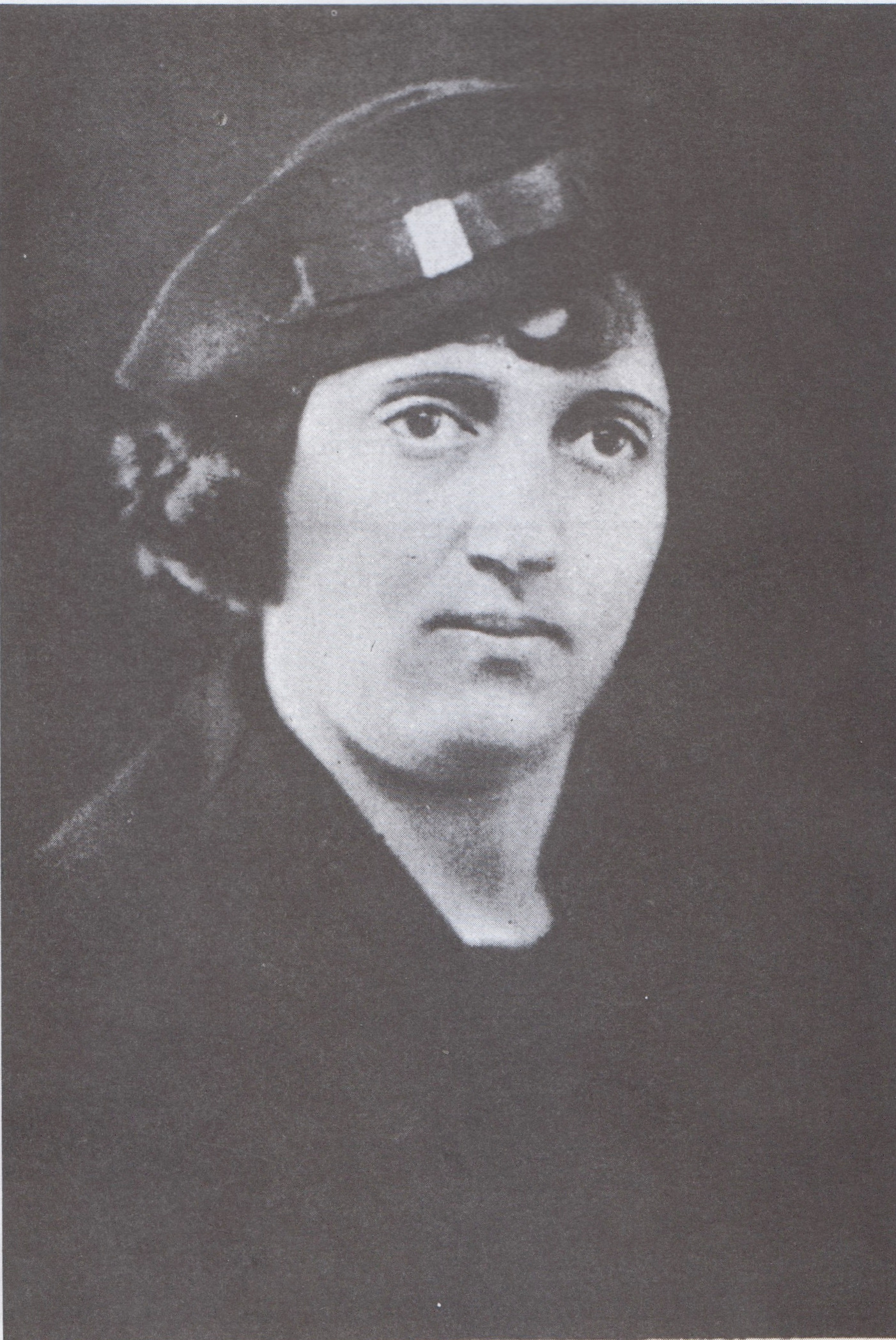
عکسی از پروین اعتصامی، پیش از ۱۳۲۰ خورشیدی

پروین اعتصامی در ۱۹ تیرماه ۱۳۱۳ با پسر عموی پدرش «فضل‌الله اعتصامی آشتیانی» ازدواج کرد و چهار ماه پس از عقد و ازدواج به‌همراه همسرش برای زندگی به کرمانشاه رفت. همسر پروین از افسران شهربانی و هنگام ازدواج با او رئیس شهربانی در کرمانشاه بود. پروین پس از تقریباً دو ماه زندگی با همسرش به خانهٔ پدرش بازگشت و ۹ ماه بعد، در ۱۴ مرداد ۱۳۱۴، از وی جدا شد. ابوالفتح اعتصامی، برادر پروین، علت جدایی پروین اعتصامی از همسرش را اختلافات روحی و اخلاقی پروین با همسرش و «ناسازگاری روحیهٔ نظامی همسر با روح لطیف و آزاد پروین» دانسته‌است.
پروین تا پایان زندگی‌اش با هیچ‌کس دربارهٔ این ازدواج ناموفق سخن نگفت و فقط غزلی در این باره سرود که سه بیت نخست آن با این ابیات آغاز می‌شود:
| ای گل تو ز جمعیّتِ گلزار چه دیدی؟   |  | جز سرزنش و بدسریِ خار چه دیدی؟     |
| رفتی به چمن لیک قفس گشت نصیبت     |  | غیر از قفس ای مرغِ گرفتار چه دیدی؟ |
| ای شمعِ دل‌افروز تو با این همه پرتو |  | جز مشتریِ سفله به بازار چه دیدی؟   |

### چاپ دیوان اشعار و کتاب‌داری

#### چاپ و انتشار اشعار
یوسف اعتصامی پیش از ازدواج پروین، با چاپ مجموعه اشعار او مخالف بود و این کار را با توجه به اوضاع و فرهنگ روزگار، نامناسب می‌دانست. او فکر می‌کرد دیگران چاپ اشعار یک زن جوان را، راهی برای پیدا کردن همسر به حساب آورند. اما پس از ازدواج پروین و جدایی از همسرش به این کار رضایت داد. پیش از نخستین چاپ دیوان پروین، بعضی از اشعار پروین در مجلهٔ بهار، «منتخبات آثار» از «سید ضیا هشترودی» و «امثال و حکم» از دهخدا چاپ شده بودند. از انتشار نخستین چاپ دیوان او در سال ۱۳۱۴ هجری خورشیدی توسط چاپخانهٔ مجلس شورای ملی که همراه با مقدمهٔ از ملک‌الشعرای بهار بود، بسیار استقبال شد. سعید نفیسی در روزنامهٔ ایران به معرفی دیوان پروین پرداخت و وزارت معارف برای تقدیر از پروین، به او نشان علمی اهدا کرد. این باعث خارج شدن پروین از انزوای پس از طلاقش شد. نخستین مجموعه شعر پروین، شامل اشعاری بود که وی تا پیش از ۳۰سالگی سروده بود و بیش از ۱۵۰ قصیده، قطعه، غزل و مثنوی داشت. البته دیوان پروین شامل همهٔ اشعار سروده‌شده توسط او نیست، زیرا او چند سال پیش از مرگش، قسمتی از اشعارش را که مطابق میلش نبوده را سوزانده‌است.

#### کتاب‌داری
|                                                                                                 |  |  |
| نامهٔ پروین اعتصامی به عیسی صدیق، مدیر دانشسرای عالی (چپ) موافقت با درخواست پروین اعتصامی (راست) |  |  |

پروین اعتصامی پس از نخستین چاپ دیوان اشعارش، در زمانی که عیسی صدیق بر دانشسرای عالی ریاست داشت، به‌عنوان مدیر کتاب‌خانهٔ آن از خردادماه ۱۳۱۵ مشغول به کار شد. علت این کار این بود که پروین فضای دانشسرای عالی و کتابخانهٔ آن را با روحیهٔ خود سازگارتر می‌دانست. نظم و ترتیب پروین در کتاب‌خانه زبان‌زد دانشجویان و استادان بود. علاوه بر این، پروین بر پشت جلد برخی کتاب‌ها اظهارنظرهایی می‌نوشت که شاید هنوز باقی باشد، البته آن کتاب‌ها به کتابخانهٔ ادبیات دانشگاه تهران منتقل شده‌اند. اما انزواطلبی پروین باعث شد او به کار خود در دانشسرای عالی ادامه ندهد و پس از ۹ ماه و از آغاز سال ۱۳۱۶ هجری خورشیدی، به کار خود در آن‌جا پایان دهد.

### دعوت به دربار
در زمان حیات پروین اعتصامی، دولت به دانشمندان، علما و بزرگان علم و ادب، مدال‌های لیاقت یا نشان‌های دولتی اعطا می‌کرد؛ مدالی که نشانهٔ سپاس و احترام دولت از خدمات علمی و فرهنگی فرد موردنظر است، و سپس دولت آن‌ها را در مراسمی خاص مورد قدردانی قرار می‌داد. در سال ۱۳۱۵، مدال درجه سهٔ لیاقت به پروین داده شد ولی او این مدال را قبول نکرد. او حتی پیشنهاد رضاشاه را برای تدریس ملکه و ولیعهد نپذیرفت زیرا به‌گفتهٔ خودش، اعتقاداتش در مورد ایستادگی در برابر استبداد، به او اجازه نمی‌داد در چنین مکان‌هایی حاضر شود. او پس از رد کردن مدال لیاقت، شعر «صاعقهٔ ما ستم اغنیاست» را سرود.
| برزگری پند به فرزند داد        |  | کای پسر، این پیشه پس از من تُراست |
| مدّتِ ما جمله به محنت گذشت       |  | نوبت خون خوردن و رنجِ شماست.      |
| کِشت کن آنجا که نسیم و نمی است. |  | خرّمیِ مزرعه، ز آب و هواست.        |

#### مرگ پدر

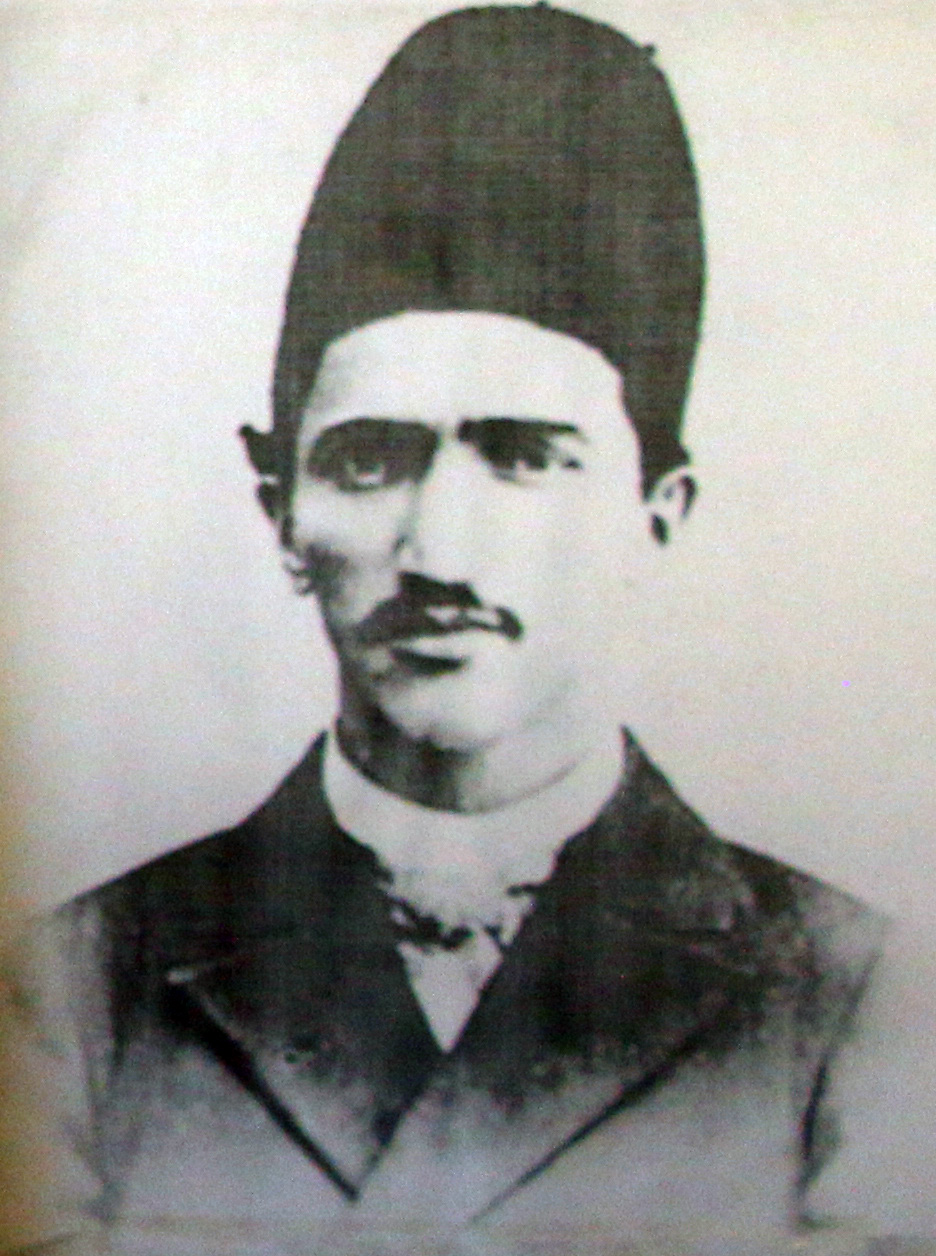
یوسف اعتصام الملک پدر پروین اعتصامی

مرگ پدر پروین در دی‌ماه ۱۳۱۶ در سن ۶۳سالگی او را مدتی از کار ادبی‌اش بازداشت. پروین پس از مرگ پدرش، بسیار منزوی شد و تنها مکاتباتی با سرور مه‌کامه محصص لاهیجانی و رفت‌وآمدهای اندکی با خانوادهٔ سیمین بهبهانی داشت. در آن زمان از طرف وزارت معارف از پروین درخواست شد که به‌مناسبتِ «هفتصدمین سال تصنیف گلستان و بوستان»، قطعه‌ای در ستایش مقام سعدی بسراید. هرچند عبدالحسین زرین‌کوب این دوران زندگی پروین را «دوران تلخی و حسرت» توصیف کرده‌است.

### مرگ

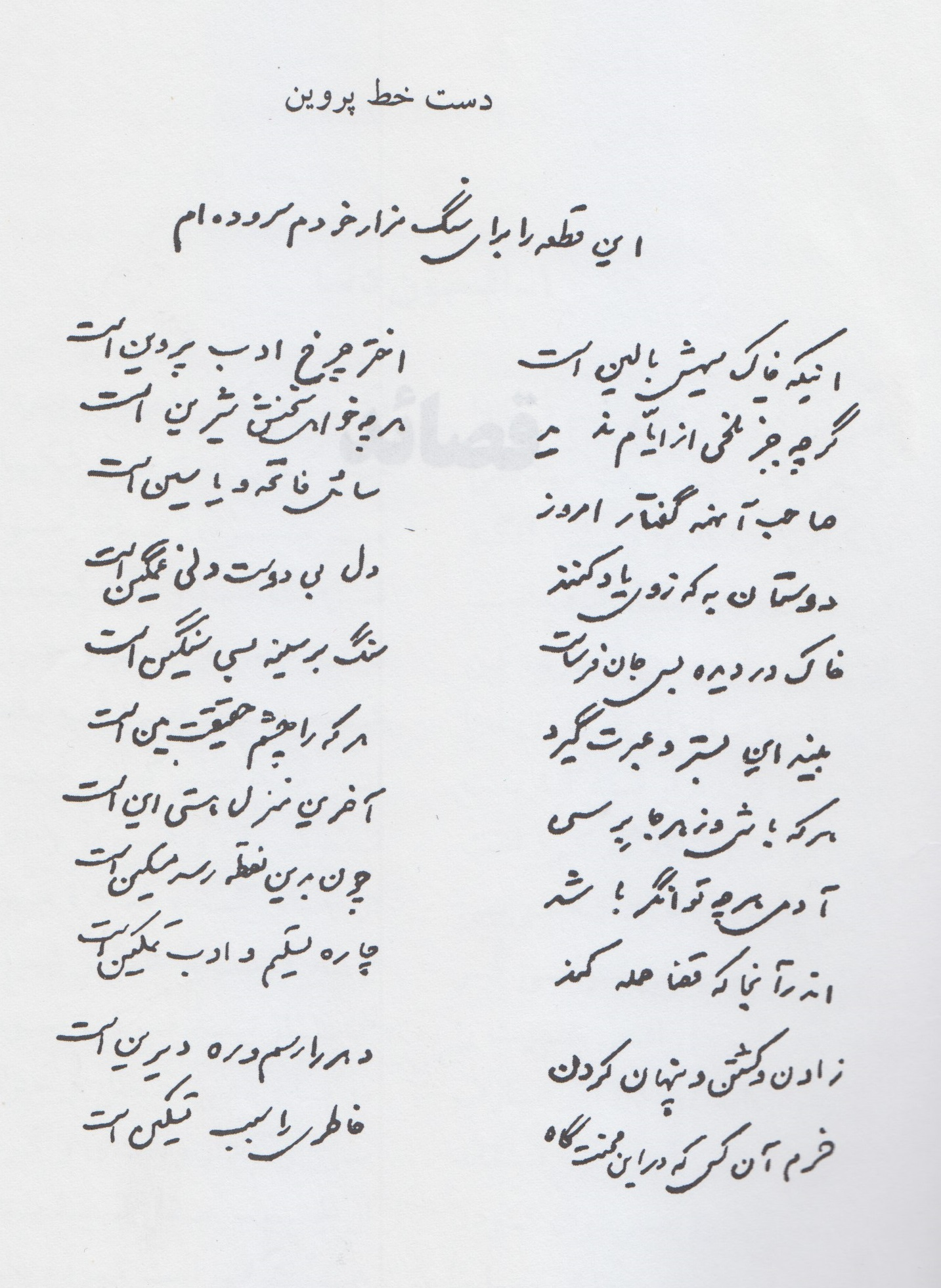
دست‌خط پروین اعتصامی، شعری که برای سنگ قبر خودش سروده‌است

پروین اعتصامی در فروردین ۱۳۲۰ به بیماری حصبه مبتلا شد. این در زمانی بود که برادر وی، ابوالفتح اعتصامی، دیوان او را برای دومین چاپ آماده می‌کرد. اما وخیم بودن وضعیت پروین باعث می‌شود که او در ۳ فروردین در خانه بستری شود. گفته شده سهل‌انگاری پزشک او در معالجهٔ پروین سبب مرگ او شده‌است؛ زیرا در شب ۱۴ فروردین وضعیت پروین بسیار وخیم می‌شود. خانوادهٔ او کالسکه‌ای به‌دنبال پزشک معالجش می‌فرستند اما او نمی‌آید. و سرانجام پروین اعتصامی در تاریخ ۱۵ فروردین ۱۳۲۰ (۴ آوریل ۱۹۴۱) در سن ۳۴سالگی در تهران درگذشت و در حرم فاطمهٔ معصومه در قم در آرامگاه خانوادگی به خاک سپرده شد. او در هنگام مرگ، در آغوش مادرش، جان سپرد. پس از مرگش، قطعه‌ای با عنوان «این قطعه را برای سنگ مزار خودم سروده‌ام» از او یافتند که مشخص نیست او چه زمان برای سنگ مزار خود سروده بود؛ که آن قطعه را بر سنگ مزارش نقش کردند.
پس از مرگ پروین، مراسم رسمی دولتی به‌مناسبت بزرگداشت برگزار نشد. مدیر کانون زنان ایران، به‌دلیل برخی مسائل سیاسی، از برگزاری مجلس یادبود برای پروین در آن کانون خودداری کرد. از پاسخ محرمانهٔ فرمانداری قم در تاریخ هجدهم فروردین ۱۳۲۰ به تلگراف وزارت کشور در باب «موضوع حمل جنازهٔ دختر اعتصام‌الملک»، به‌روشنی می‌توان دریافت که دستگاه امنیتی رضاشاه نسبت به او حساسیت داشته‌است. این حساسیت می‌تواند ریشه در رد کردن نشان لیاقت توسط پروین داشته باشد. اما پس از برکناری رضاشاه از قدرت و به حکومت رسیدن محمدرضاشاه، دوستان و علاقه‌مندان پروین به‌مناسبت نخستین سالگرد مرگ او در فروردین ۱۳۲۱، مجلس یادبودی برای وی برپا کردند و با سرودن اشعار نسبت به سکوت و بی‌مهری دوران استبداد در حق پروین واکنش نشان دادند.

## شخصیت و اندیشه

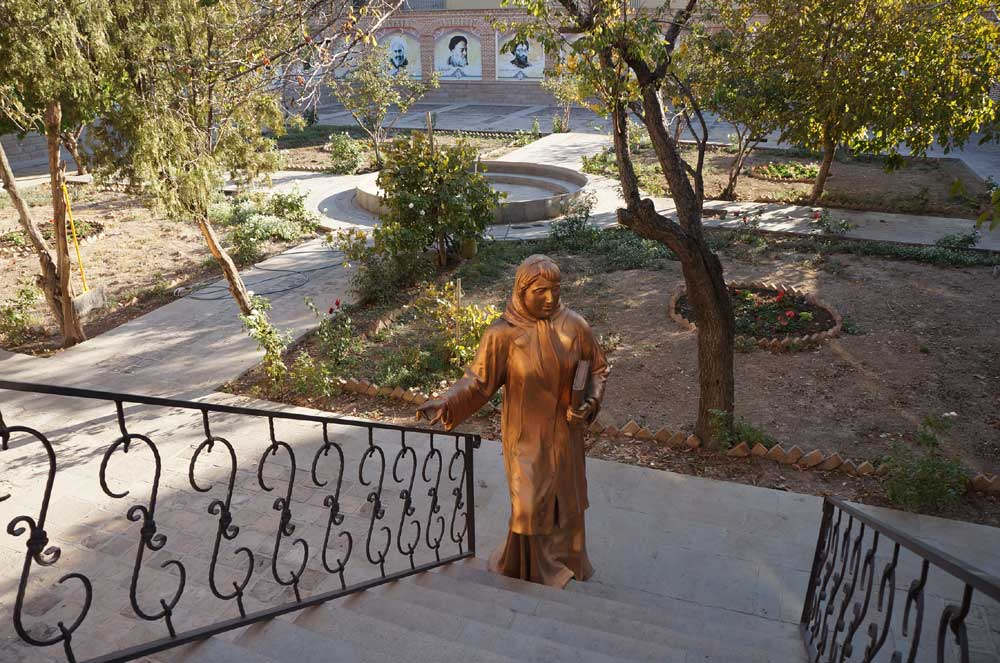
تندیس پروین اعتصامی در جلوی پلکان خانه‌اش در تبریز

در طول زندگی پروین، عواملی چون پدر وی، دوستان پدرش، مدرسهٔ آمریکایی و از همه مهم‌تر تحوّلات سیاسی و اجتماعی جامعهٔ ایران، بر شخصیت و اندیشهٔ پروین اثرگذار بوده‌اند. یوسف اعتصامی به‌دلیل شغل مترجمی و همچنین انتخاب شدن به‌عنوان نمایندهٔ مجلس، چهره‌ای سیاسی به‌شمار رفت و همین باعث آشنایی پروین با ادبیات کلاسیک غربی شد. محافل ادبی یوسف اعتصامی که از محتوایی عمیق برخوردار بودند در شکل‌گیری دیدگاه سیاسی پروین نقش مهمی داشتند. همچنین حضور پروین در مدرسهٔ آمریکایی ایران باعث آشنا شدن وی با اندیشه‌های غربی و مسائل زنان در غرب شد.

### تأثیر مسائل اجتماعی روزگار بر شعر پروین
دوران زندگی پروین با صدور فرمان مشروطیت، فروپاشی حکومت قاجار، بر تخت نشستن رضا شاه و جنگ جهانی اول همراه بود که تمامی این رویدادها باعث آگاه شدن پروین به مسائل روزگار خود و حساس شدن او به این رویدادها شد. پروین در دورانی زندگی می‌کرد که هر دو یا سه سال تحولی سیاسی رخ می‌داد. به‌علت کمبود روزنامه و دیگر وسائل ارتباط جمعی در آن زمان، تنها راه آشنایی پروین با مسائل سیاسی، پدرش بود. شعر پروین شامل مسائلی چون ظلم‌ستیزی، فقرستیزی، عدالت‌خواهی و آرمان‌خواهی است علی اصغر دادبه مدعی است به همین علت بسیاری پروین را از معماران تاریخ و اندیشه سیاسی ایران دانسته‌اند.

### بعد ادبی

#### ادبیات کهن فارسی
در شکل‌گیری بعد ادبی شخصیت پروین، ادبیات کهن فارسی و ادبیات نوین غربی نقش داشته‌اند. در مورد نقش ادبیات کهن، مهم‌تر از همه سروده‌های شاعران بین قرن‌های ۵–۸ هجری قمری است که این مورد تأثیرگرفته از محافل ادبی یوسف اعتصامی و اعضای تشکیل‌دهندهٔ آن است. برای نمونه قطعهٔ «اشک یتیم» متأثر از یکی از سروده‌های انوری است. همچنین شعرهایی چون «پایمال آز»، «ژوئیه خدا»، «مست و هشیار» و «لطف حق» یادآور قصه‌های مثنوی معنوی و لحن و طرز فکر مولانا است. یا شعرهایی مانند «کعبهٔ دل»، «جامهٔ عرفان» و «صید پریشان» دارای لحنی مانند شعرهای عطار هستند.

#### ادبیات غرب
در مورد نقش ادبیات غرب، مهم‌تر از همه پیروی پروین از سروده‌های شاعران آمریکایی، انگلیسی و فرانسوی مانند هراشیو اسمیت، لافونتن، آرتور بریزبان و ازوپ است. بیشتر این سروده‌ها، سروده‌هایی بودند که به‌وسیلهٔ یوسف اعتصامی ترجمه می‌شدند و در در مجلهٔ بهار چاپ می‌شدند. برای نمونه، پروین با مطالعهٔ شعرهایی چون «به یک مومیایی»، «خروس و مروارید»، «زنجره و مورچه» و «نغمهٔ پیراهن» تصمیم گرفت که با تقلید از برخی از آن‌ها شعر دیگری بسراید. برای نمونه، شعر «یاد یاران» پروین اقتباسی از یک قطعهٔ معروف هراشیو اسمیت است که اصل آن را پدرش، از فرانسوی به فارسی ترجمه و منتشر کرده بود. یا شعر «ژوئیهٔ خدا» با الهام از مقالهٔ «عزم و نشاط عنکبوت» اثر آرتور بریزبان، نویسندهٔ آمریکایی، پدید آمده‌است، که پیش از آن توسط یوسف اعتصامی ترجمه و در مجلهٔ بهار منتشر شده‌بود.به گفتهٔ ضیاءالدینی «پروین در اشعار «ای‌گربه»، «ای مرغک»، «یاد یاران»، قطعه «بلبل و مور» و شعر «ژوئیه خدا» از بزرگان ادبیات اروپا آشکار است، توضیح داد: شعر یاد یاران، اقتباسی از قطعه «به یک مومیایی مصر» از هورا اشمیت شاعر معروف انگلیسی و همچنین قطعه بلبل و مور پروین، تصرفی از «زنجره و مور» لامارتین است. شعر ژوئیه خدا نیز اقتباسی از مقاله «عزم و نشاط عنکبوت» اثر آرتور بریزبان است. علاوه بر این پروین با اقتباس از بینوایان ویکتور هوگو، اشعار تیره‌بخت و بیچاره طفل و با اثرپذیری از شعر قطرات سه‌گانه تریللو، شاعر ایتالیایی، مناظره و قطره اشک را سرود. شعر نغمه رفوگر پروین هم در تصویرگری شعری از ترجمه پدرش از شعر نغمه پیراهن بهره برده‌است. پروین در فضای کلی شعرش رگه‌هایی کم‌رمق از ناتورالیسم و رمانتیسم اجتماعی را نشان داده، گفت: پروین او در گذر از سنت به تجدد به قالب پلی‌فونیک مناظره روی آورده که این خود معنادار است. در فضای غالب شعری پروین با ادله فراوان می‌توان گفت که شعر پروین متأثر از اندیشه عصر روشنگری در اروپاست و از قواعد مکتب نئوکلاسیک پیروی می‌کند؛ زیرا در کنار توجه به گذشته به استقبال مضامین نو می‌رود، رویه غالب آن اخلاق‌گرایی و بهره‌گیری از درون‌مایه‌های فلسفی و اخلاقی است، خردگراست و منطق را برای غلبه بر نابسامانی‌های اجتماعی به کار می‌گیرد و تقلید از طبیعت در آن دیده می‌شود. بررسی تطبیقی شعر پروین و کلاسیک‌هایی چون پوپ، درایدن و جان لاک نشان می‌دهد که پروین با این شاعران نئوکلاسیک مضامین مشترکی دارد».

## سبک شعری

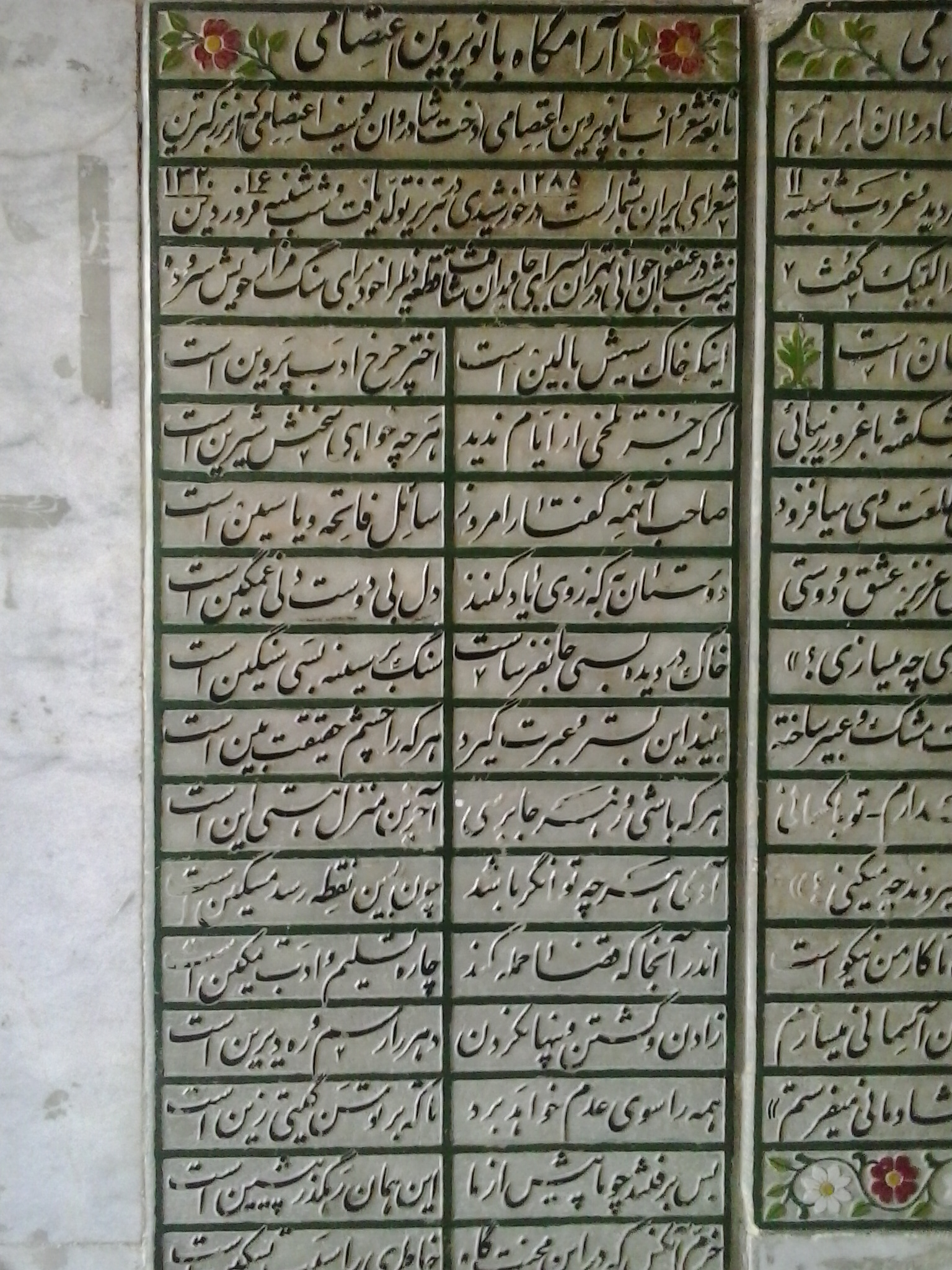
سنگ مزار پروین اعتصامی

به‌نوشتهٔ علی‌اصغر دادبه پس از انقلاب مشروطه در ایران، دو جریان فکری در ایران به نام‌های «جریان تلفیقی» و «جریان نیمایی» به وجود آمد. جریان تلفیقی عبارت است از ترکیب سبک شعر سنتی و اندیشه‌های تازه. می‌توان گفت که جریان تلفیقی، ادامهٔ سبک «بازگشت ادبی» است اما قالبی امروزی‌تر دارد. سبک شعری پروین تحت تأثیر تفکر جریان تلفیقی قرار داشت.
ملک‌الشعرای بهار در مقدمهٔ دیوان پروین دربارهٔ سبک شعری چنین می‌نویسد:
| « | این دیوان ترکیبی است از دو سبک و شیوهٔ لفظی و معنوی آمیخته با سبکی مستقل، و آن دو یکی شیوهٔ خراسان است خاصه استاد ناصر خسرو قبادیانی و دیگر شیوهٔ شعرای عراق و فارس است به‌ویژه شیخ مصلح الدین سعدی شیرازی علیه الرحمه و از حیث معانی نیز بین افکار و خیالات حکما و عرفاً است، و این جمله با سبک و اسلوب مستقلی که خاص عصر امروزی و بیشتر پیرو تجسم معانی و حقیقت‌جوئی است ترکیب یافته و شیوه‌ای بدیع و فاضلانه به وجود آورده‌است. | » |

### ویژگی‌ها
سبک ادبی پروین از چهار دیدگاه قابل بررسی است:

#### لفظی و زبانی
دیدگاه لفظی، شامل سبک شاعران خراسانی و استفاده از واژه‌ها و اصطلاحات قدیمی است؛ مانند «مانا»، «خلقان»، «گفتا»، «شنیدستم»، «سرخ گل»، «بوریا» و «می‌خمید». از همین جهت می‌توان در شعر پروین از ویژگی‌های لفظی و زبانی سخن گفت.

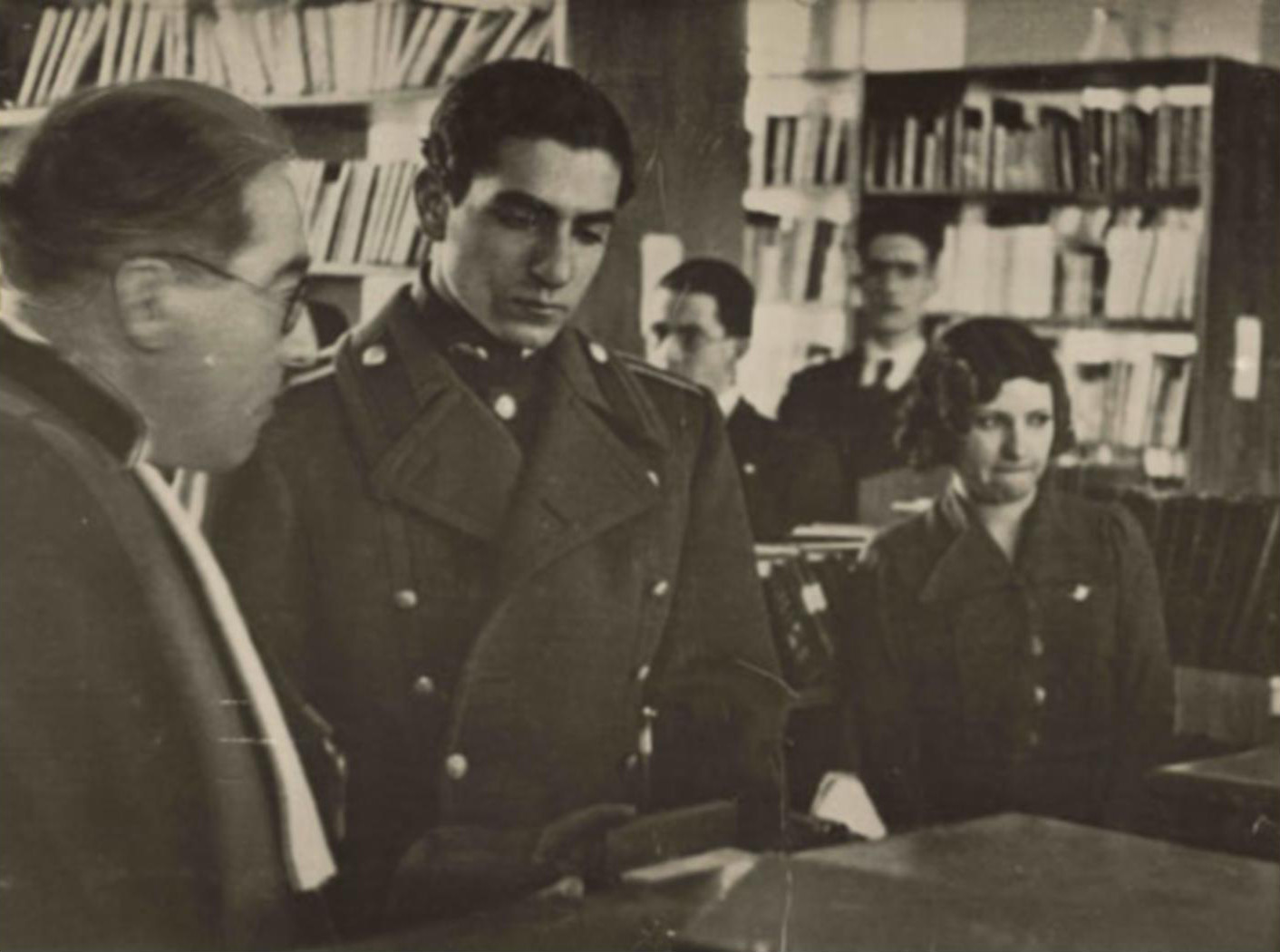
بازدید محمدرضا پهلوی در دوران ولیعهدی از کتابخانهٔ دانشسرای عالی در سال ۱۳۱۶. سمت راست، پروین اعتصامی، رئیس کتابخانه است.

#### نحوی و ساختاری
روح دیوان پروین، قطعه‌های اوست. این قطعه‌ها خستگی خواننده که ممکن است از مطالعهٔ قصاید به وجود آمده باشد را به‌طور کامل برطرف می‌کند.— ملک‌الشعرای بهار در مقدمهٔ دیوان پروین.
ویژگی ساختاری، شامل به کار بردن زبان گفتاری در نوشته‌است که بیشتر به دلیل گویا و روان ساختن متن به کار می‌رود. تلفیق دیدگاه ساختاری و دیدگاه لفظی با وجود وفادار بودن به دیدگاه لفظی، در شعرهای پروین بسیار مشاهده می‌شود. این کار بیشتر در قطعه‌ها و مثنوی‌های پروین مشاهده می‌شود و در قصیده‌ها زیاد به چشم نمی‌خورد. تلفیق ویژگی ساختاری و لفظی، که در قطعه معمول‌تر است، باعث شده تا قطعه‌های پروین نسبت به قصیده‌هایش بسیار مشهورتر باشند. پروین را از لحاظ سبک جزو شاعران کهن‌سرا قرار می‌دهند، هرچند در برخی شعرهای او ابتکارهایی برای دست یافتن به قالب‌های تازه مشاهده می‌شود.

#### دیدگاه بلاغی
در شعرهای پروین می‌توان ویژگی‌های بلیغ زبان را به‌وضوح یافت. بهار «اوج بلاغت و سخن‌دانی پروین» را قطعه‌های او می‌داند اما قزوینی قصیده‌های پروین را «اوج فصاحت و متانت او» می‌داند. در بیشتر شعرهای پروین آرایه‌های معنوی از نوع مناظره (سؤال و جواب)، مَثَل، خلاف‌آمد، تشخیص و تمثیل است. دیوان پروین، شامل ۲۳۸ قطعه شعر است، که از آن میان ۶۵ قطعه به‌صورت مناظره است. این مناظره‌ها میان اشیا، جانوران و گیاهان وجود دارد. «مثل» نیز صنعتی در شعرهای پروین است که یوسف اعتصامی به کار بردن این صنعت را در شعرهای پروین، بی‌شمار می‌داند. «خلاف‌آمد»، که در ادبیات جدید با نام متناقض‌نما شناخته می‌شود، صنعتی است که در آن نویسنده یک نماد آرمانی (مثل ضرب‌المثل) را برخلاف معنی همیشگی توضیح می‌دهد و به کار می‌برد. «تشخیص» نیز در شعرهای پروین به‌ویژه در مناظره‌هایش، به‌وفور دیده می‌شود. همچنین تمثیل را که داستانی از زبان انسان یا حیوانات است و در انتها با پیامی اخلاقی به پایان می‌رسد، در شعر پروین مشاهده می‌شود.

#### دیدگاه فکری–فلسفی
علی اصغر دادبه می‌گوید برخلاف دیدگاه منتقدان که در دیوان پروین نظمی منسجم نمی‌بینند، بسیاری از محققان عقیده دارند که دیوان پروین، مجموعه‌ای است یکپارچه با خصوصیت‌های سبک‌شناختی و هماهنگ است. بعضی نیز این دیوان را نمایندهٔ فرهنگ و تمدن ایرانیان می‌دانند. همچنین دادبه دیدگاه فکری–فلسفی در شعرهای پروین را به دو دسته تقسیم می‌کند: اول، حوزهٔ نظری؛ که شامل مفاهیمی مانند عشق حقیقی، تجلی مذهب، قضا و قدر و تأکید پروین بر جنبش و حرکت و عمل هستند. دوم، حوزهٔ عملی؛ که شامل تهذیب اخلاق در شعرهای پروین است. پروین در شعرهایش کوشیده‌است تا با شیوه‌ای تازه، خصوصیات‌های بداخلاقی را در نظر خوانندگان خوار و فضیلت‌های اخلاقی را در نظر آنان، زیبا جلوه دهد.

## اشعار پروین در نظر دیگران

تصویری از پروین اعتصامی

### نقدهای مثبت
به‌طور کلی نقدهایی که اشعار پروین دریافت کرده‌اند، مثبت هستند. از پروین به‌عنوان «مشهورترین شاعر زن ایران» یاد می‌شود. در دو و سه دههٔ اول پس از مرگ پروین، او و شعرش چندان مورد علاقهٔ روشنفکران و نوپردازان نبودند. علی اصغر دادبه می‌نویسد که تعداد بسیار زیادی از منتقدان ادبی، پروین را شاعری بزرگ می‌دانند و او را با شاعران تراز اول ایران مقایسه می‌کنند. حداد عادل در مقالهٔ خود، نصرالله تقوی را یکی از معتقدان معرفی می‌کند که پروین را با شاعران تراز اول مقایسه می‌کنند. ملک‌الشعرای بهار دیوان او را «گلدسته‌ای از ازهار نوشکفته» توصیف می‌کند. او نیز اضافه می‌کند که اگر تنها شعر «سفر اشک» از دیوان او منتشر می‌شد، جایگاه والایی در علم و ادب فارسی پیدا می‌کرد. پدر پروین، یوسف اعتصامی، نیز پروین را «روح جامعه» می‌خواند. همچنین او گفتهٔ شخصی گمنام را که گفته‌است: «در این کهنه زمین گاه سعدی و گاه پروین به ظهور می‌رسد» تأیید کرده‌است. محمد قزوینی پروین را «رابعهٔ دهر» و «ملکه‌النسا الشواعر» توصیف می‌کند و قصاید او را با قصاید ناصر خسرو برابر می‌داند. نادر نادرپور پروین را نخستین زنی می‌داند که به معنای واقعی شاعر بوده‌است. محمدعلی جمال‌زاده، شعر او را از لحاظ استقلال و اصالت از حافظ و صائب تبریزی بهتر می‌داند. محمدعلی اسلامی ندوشن نیز پروین را بزرگ‌ترین شاعر زن در ادبیات فارسی می‌داند. غلامحسین یوسفی، عبدالحسین زرین‌کوب، و سعید نفیسی پروین را شاعری ارجمند و بلندمرتبه دانسته‌اند.
همچنین محمد حسین شهریار در شعری بلند در سبک شعر نو دربارهٔ پروین سروده‌است:
| به‌راستی که یکی از نوابغِ ادب است     |  | میان شاعره‌ها تاکنون نظیرش نیست      |
| به یادم است که او شاعرِ شهیری بود    |  | قصایدش به مجلات منتشر می‌شد          |
| از آن پس من و او آشنای هم بودیم     |  | خیال می‌کنم که او بیست سال کمتر داشت |
| هزار و سیصد و دو یا سه، او محصّل بود |  | هنوز کالج و دارالمعلمین می‌دید       |
| کتاب زیرِبغل داشت، در ورود از در     |  | به زیرِ چادرِ مشکی وپیچه، ماهی بود    |

محمدرضا شفیعی کدکنی، شاعر، در کتاب با چراغ و آینه، پروین را شاعری با شیوهٔ خاص خود و او را «مستقل‌ترین شاعر دورهٔ شعر فارسی پس از مشروطیت» می‌داند. او همچنین معنی و مضمون شعرهای پروین را دارای تازگی می‌داند و از نظر او همین ویژگی، او را به مستقل‌ترین شاعر مکتب قدیم شعر فارسی در قرن اخیر تبدیل کرده‌است. کدکنی قالب قطعه‌های پروین را بازگشت نقش تاریخی ازدست‌رفته در دورهٔ سلجوقی و شعر او را «شعر خرد و عاطفه» می‌داند. علاوه بر این، کدکنی ظهور پروین را در شعر پس از دوران مشروطیت، «یک واقعهٔ بزرگ ادبی» توصیف می‌کند او شاعران هم‌دورهٔ پروین یا حتی مسن‌تر از او را متأثر از شعرهای پروین می‌داند؛ به‌عنوان نمونه، کدکنی شعرهای سال‌های ۱۳۰۶–۱۳۱۶ نیما یوشیج (مانند شعرهای «خروس ساده»، «کرم ابریشم»، «اسب‌دوانی»، «کچبی. کچبی دید عقابی خودسر…»، «خروس و بوقلمون»، «پرندهٔ منزوی» و «دود») را تأثیرپذیرفته از شعرهای پروین می‌داند.
در سال ۱۳۹۳، سید علی خامنه‌ای، دومین رهبر ایران، درحالی‌که در بیمارستان بستری بود و عده‌ای از فرهیختگان به عیادت او آمده بودند، به مقایسهٔ پروین با شاعرانی مانند فروغ فرخزاد پرداخت و از کسانی که پروین را «شاعر نخود و لوبیا» می‌دانند، انتقاد کرد. او همچنین پروین را «شاعری که سعی می‌شود چهره‌اش پوشانده شود» عنوان کرد و معتقد است که منتقدان برای بالا بردن جایگاه ادبی فروغ فرخزاد، پروین را کنار زدند.

### نقدهای منفی

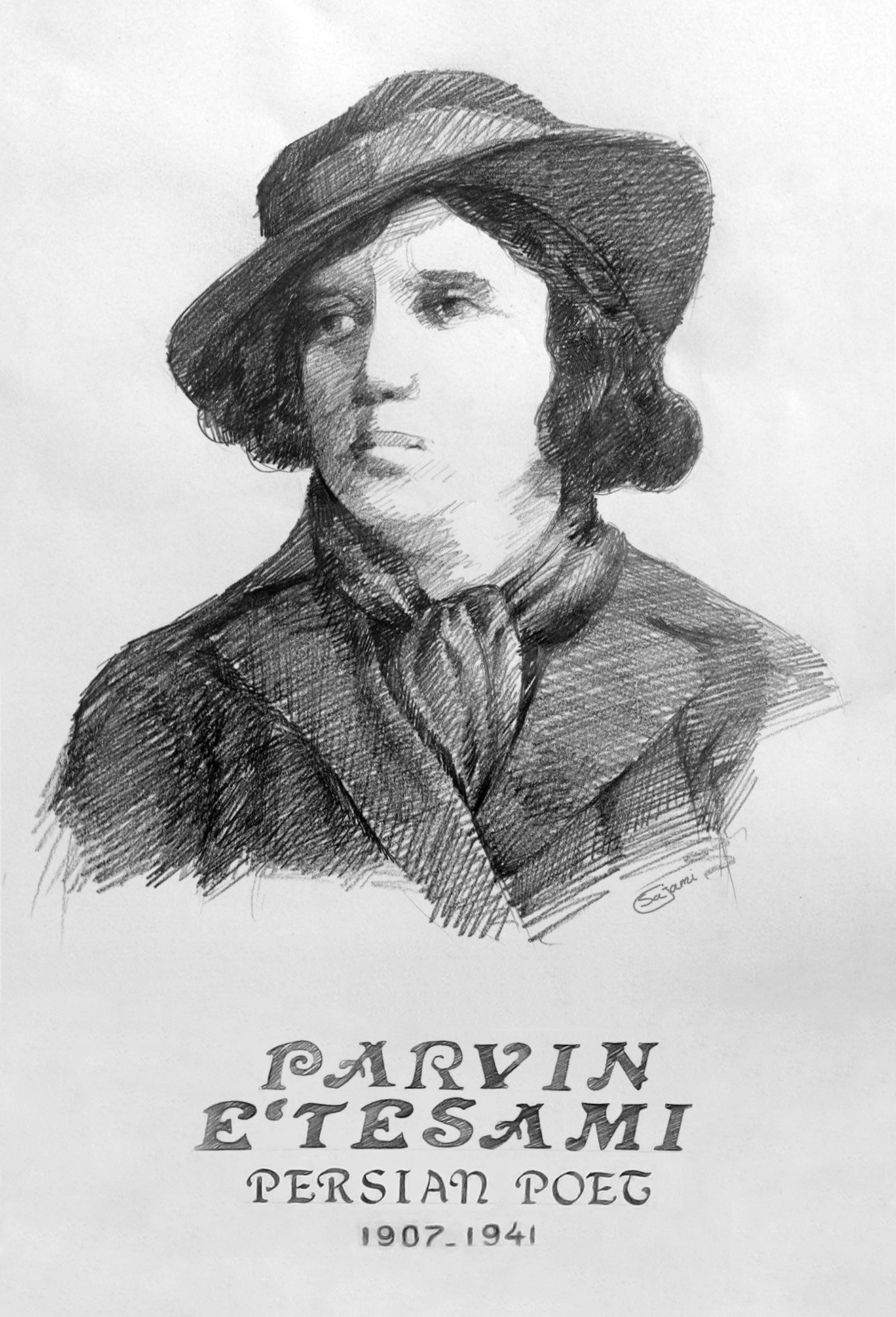
پروین اعتصامی

منتقدان شعرهای پروین به دو دسته تقسیم می‌شوند: گروه اول، گروهی هستند که پروین اعتصامی را نه شاعر می‌دانند و نه ناظم. آن‌ها اشعار منسوب به پروین را متعلق به شاعر دیگری مانند پدرش می‌دانند. آن‌ها همچنین صحبت دربارهٔ پروین را صحبت دربارهٔ «شاعری» نمی‌دانند؛ بلکه صحبت دربارهٔ «تهمت شاعری» می‌دانند. این گروه ملک‌الشعرای بهار را نیز به‌دلیل تعریف از شعرهای پروین و نوشتن مقدمه‌ای برای دیوان او، مورد انتقاد قرار دادند. البته ملک‌الشعرای بهار این منتقدان را «طرفداران سید ضیاءالدین طباطبائی» می‌داند و این اتهامات را «دروغ‌های دلالان استعمار» توصیف می‌کند. گروه دوم، گروهی هستند که پروین را شاعر نمی‌دانند اما او را «ناصر خسروی مؤنث» یا «لافونتن مؤنث» خطاب می‌کنند زیرا اعتقاد دارند که پروین فقط نظم‌دهنده‌ای بر تمثیل‌های حیوانی است.

## اشعار معروف

### مضامین شعرهای پروین

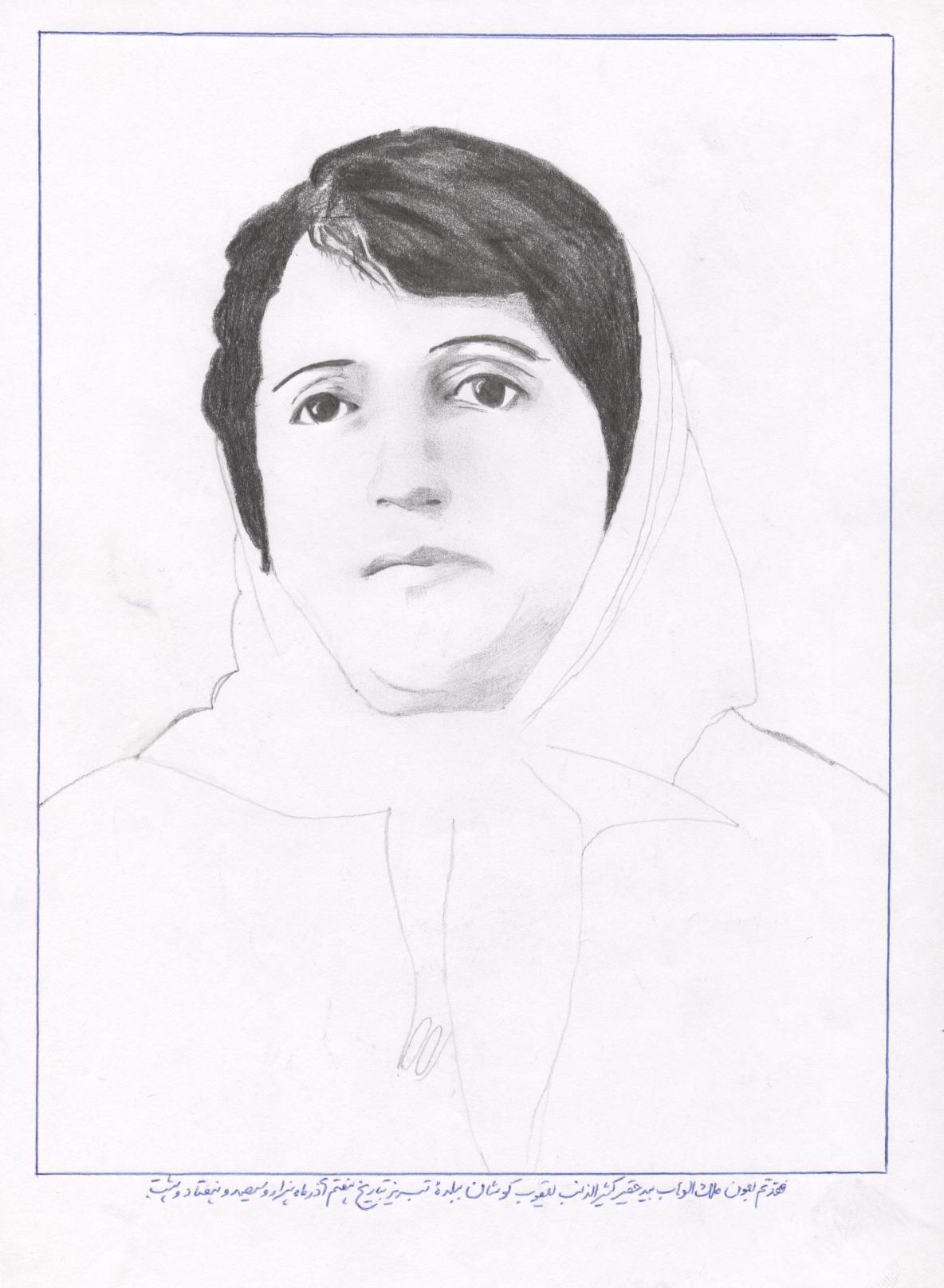
ترسیمی از چهرهٔ پروین اعتصامی، نقاشی شده در ۱۲ ژانویه ۲۰۱۲، با آبرنگ

مضامین و معانی اشعار پروین، توصیف‌کنندهٔ دلبستگی عمیق وی نسبت به پدر، استعداد و شوق فراوان او به آموختن علم و دانش، روحیهٔ ظلم‌ستیزی و مخالفت با ستم و ستمگران و حمایت و ابراز همدلی و همدردی با محرومان و ستم‌دیدگان است. اشعار پروین از حوادث و اتفاقات شخصی و اجتماعی تقریباً خالی‌اند. البته به‌جز قطعهٔ «در تعزیت پدر» که پس از مرگ پدرش سروده، شعری که برای سنگ مزار خود سروده و نیز شعر «نهال آرزو» که برای جشن دانش‌آموختگی کلاس خود در خرداد ۱۳۰۳ گفته‌است. در میان اشعار او شعری بتوان صراحتاً به شناخت شخص شاعر کمکی کند، وجود ندارد. شعر پروین از دیدگاه طرز بیان مفاهیم و معانی، بیشتر به‌صورت «مناظره» و «سؤال و جواب» مشاهده می‌شوند. در دیوان او بیش از هفتاد نمونه مناظره آمده که وی را از این لحاظ در میان شاعران فارسی مشهور کرده‌است. این مناظره‌ها نه‌تنها میان انسان‌ها و جانوران و گیاهان، بلکه میان انواع اشیا از قبیل سوزن و نخ نیز اتفاق می‌افتد و پروین در بیان مقاصد خود از هنر «شخصیت‌بخشی» و «تخیل» و «تمثیل»، بسیار استفاده کرده‌است.
تعداد زیادی از اشعار پروین، بیان‌گر انتقاد پروین از شاهان و ظلم و ستم قدرتمندان است. پروین در شعر «صاعقهٔ ما ستم اغنیاست» «ظلم» را نماد وقاحت و بی‌شرمی شخص ظالم توصیف می‌کند. در شعر «ای رنجبر» زحمتکشان را به انقلاب در برابر ستمگران فرا می‌خواند، در شعر «تیره‌بخت» فقر را به تصویر می‌کشد و در شعر «اشک یتیم» مشروعیت سیاسی دولت را مورد شک و تردید قرار می‌دهد. از این رو، شعر پروین رنگ و بوی سیاسی نیز به خود می‌گیرد و چون تعداد این‌گونه اشعار در دیوان او زیاد است، بعضی از منتقدان، شعر او را شعر «سیاست و اخلاق» نامیده‌اند. البته باید توجه داشت که این اشعار در زمان استبداد رضاشاه با شاعران آزادی‌خواه، سروده شده‌اند.

### بعضی اشعار معروف
اشعار پروین اعتصامی به‌دلیل محتوای پندآموز و زبان گویا و روان خود، از پیش از انقلاب تاکنون، در کتاب‌های ادبیات مقاطع مختلف تحصیلی ایران نگاشته شده‌اند. تعداد زیادی از شعرهای پروین، دارای محتوای داستانی هستند که پروین در این‌گونه شعرها مناظرهٔ دو چیز را در قالب داستان آورده‌است.
اشک یتیم
یکی از معروف‌ترین اشعار وی که تا سال‌ها در کتاب فارسی سال پنجم دبستان قرار داشت قطعهٔ «اشک یتیم» است در داستان این شعر، پیرزنی در حال تماشای گذر پادشاه است. این شعر، تحت تأثیر شعر انوری، که در سال ۱۹۲۱ سروده شده، قرار گرفته‌است که از این روی نمی‌تواند اشاره مستقیم به رضاشاه داشته باشد؛ زیرا شعر انوری (با نام: نغمهٔ صبح) در ابتدای قدرت‌گیری رضاشاه سروده شده بود و به نظر نمی‌رسد مرتبط به دوران ترور در آن مقطع زمانی باشد. اما جدا از تأثیرپذیری «اشک یتیم» از شعر نغمهٔ صبح، که جهت‌گیری خاصی نسبت به رضاشاه نداشت، به‌ظاهر با فضای خفقان آن دوره در ارتباط است.
در تعزیت پدر

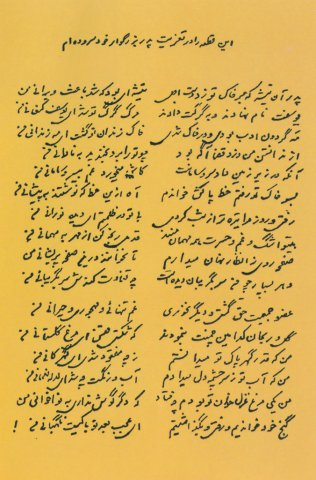
قطعهٔ «در تعزیت پدر» با دست خط خود پروین

پدر او نقش بسیار زیادی در گرایش پروین به شعر سرودن، آگاهی او از تحولات سیاسی روزگار و مشهور شدن پروین داشت. مرگ او در دی‌ماه ۱۳۱۶، بر انزوای پروین پس از طلاقش، افزود و مدتی او را از فعالیت ادبی‌اش بازداشت. او دو قطعه دربارهٔ مرگ پدرش و تأثیر آن بر زندگی‌اش، سروده‌است که «در تعزیت پدر» و «بی پدر» نام دارند. بخشی اندک از آنچه که پروین در «در تعزیت پدر» سروده‌است:
| پدر آن تیشه که بر خاکِ تو زد دستِ اَجل |  | تیشه‌ای بود که شد باعثِ ویرانیِ من    |
| یوسفت نام نهادند و به گرگت دادند    |  | مرگ، گرگِ تو شد، ای یوسفِ کنعانیِ من  |
| مهِ گردونِ ادب بودی و در خاک شدی      |  | خاک، زندانِ تو گشت، ای مهِ زندانیِ من |

پروین در شعر «بی پدر» نیز به مرگ پدرش اشاره کرده‌است:
| به سرِ خاکِ پدر، دخترکی      |  | صورت و سینه به ناخن می‌خست |
| که نه پیوند و نه مادر دارم |  | کاش روحم به پدر می‌پیوست   |

زن در ایران

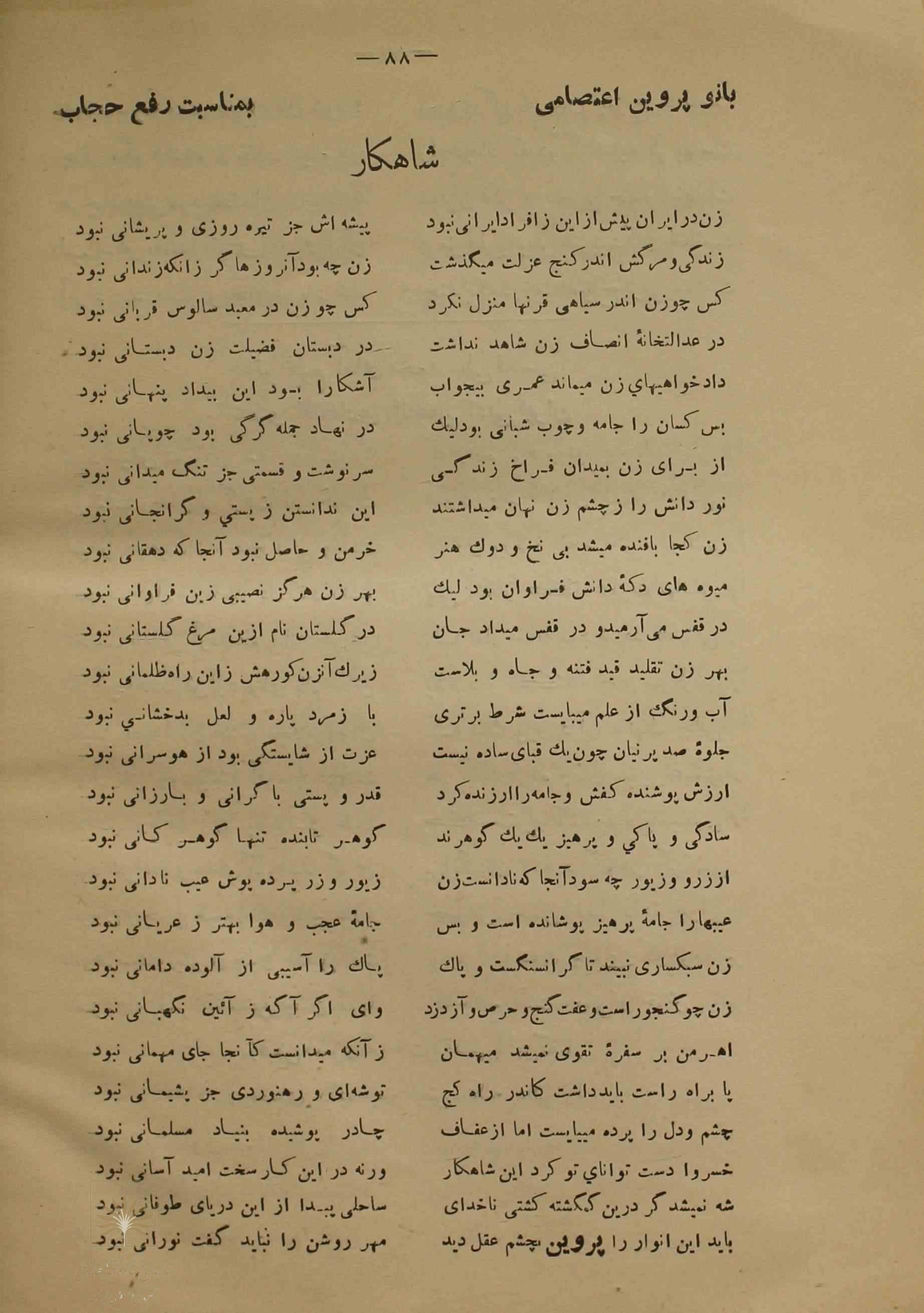
شعر پروین اعتصامی به مناسبت رفع حجاب

پروین در طول عمر خود دربارهٔ ارتقای رتبه و مقام زن کوشید و حتی شعری نیز به نام «زن در ایران» دراین‌باره سروده‌است. به‌نوشتهٔ حداد عادل، سرودن «زن در ایران» به‌مناسبت دستور رفع حجاب توسط رضاشاه بوده‌است. به عقیدهٔ او، گرچه در ابیات اولیه اشاره به ظلم‌ها و محدودیت‌هایی دارد که در آن روزگار برای زنان وجود داشته، اما بیشتر شامل نصیحت به زنان است که در بند ظاهر و زینت و لباس نباشند و ساده‌زیستی و تقوا و دانش‌دوستی را پیشه کنند؛ از این رو با اوضاع زنان متجدد آن روزگار انطباق کامل ندارد. با این حال این شعر تنها شعر دیوان پروین است که در آن یکی از کارهای رضاشاه مورد تأیید پروین قرار گرفته و به‌سبب تأیید کشف حجاب و مذمّت چادر موجب ناخشنودی عده‌ای شده‌است. همچنین پروین در این شعر، به تیره‌روزی زنان و وضعیت بد حقوق آنان در جامعه مانند منع زنان از سوادآموزی، پرداخته‌است. او همچنین زن را اسیر نادانی و پریشانی اوضاع جامعه می‌داند. این قصیده در حقیقت ۲۶ بیت دارد؛ اما از چاپ سوم دیوان پروین به بعد، چهار بیت آخر این شعر به دلیل مغایرت با احکام اسلام در مورد حجاب، حذف شده‌است و تنها ۲۲ بیت اول، ذکر می‌شود.
| چشمِ دل را پرده می‌بایست اما از عفاف     |  | چادرِ پوسیده بنیادِ مسلمانی نبود      |
| خسروا دستِ توانایِ تو آسان کرد کار       |  | ورنه در این کارِ سخت امّیدِ آسانی نبود |
| شه نمی‌شد گر در این گمگشته کشتی ناخدای  |  | ساحلی پیدا از این دریایِ طوفانی نبود |
| باید این انوار را پروین به چشمِ عقل دید |  | مهرِ رخشان را نشاید گفت نورانی نبود  |

پند و نصیحت
«پند و نصیحت» شعری است که در قالب قطعه که در کتاب متوسطهٔ سوم دورهٔ اول (سوم راهنمایی پیشین) چاپ شده‌است و محتوایی اندرزگونه دارد. این قطعه، ۸ بیت دارد که در آن به پندهایی چون «دوری از خودشیفتگی»، «غنیمت شمردن دوران جوانی»، «بردباری و صبر»، «نگاه به همه چیز به‌عنوان یک آموزگار» و «انتخاب راه درست در زندگی» اشاره می‌شود.
| جوانی گهِ کار و شایستگی‌ست |  | گهِ خودپسندی و پندار نیست |

ای مرغک
ای مرغک، از معروف‌ترین شعرهای پروین است که وی در دوازده‌سالگی سروده‌است. قالب این شعر «اعنات» است، یعنی علاوه بر حفظ قافیه در مصراع‌های زوج، در مصراع‌های فرد نیز کلمات قافیه مانند آورده شده‌است. به‌طور مثال کلمات «پریدن» و «چمیدن» کلمات قافیه هستند اما در مصراع‌های فرد نیز کلمات «آشیانه» و «کودکانه»، هم‌وزن و قافیه مانند هستند. این شعر در کتاب درسی اول راهنمایی یا متوسطهٔ اول دورهٔ اول قرار دارد. همچنین پیروی پروین از سبک شعری و اصطلاحات سعدی، به‌خوبی دیده می‌شود. به‌عنوان نمونه، مصراع آخر این شعر این‌گونه است: «بر مردمِ چشم دیدن آموز» که معنی کلمهٔ مردم در این‌جا، مردمک چشم است که در شعرهای سعدی نیز بیشتر جاهایی که کلمهٔ مردم به کار رفته، منظور مردمک چشم است.
آرزوی پرواز
شعر «آرزوی پرواز»، مناظره‌ای در قالب مثنوی بین جوجه‌کبوتر و مادرش است که در کتاب فارسی پایهٔ هفتم با نام علم زندگانی، قرار دارد. سبک شعری این مثنوی نشان دهنده پیروی پروین از سبک مولانا است؛ زیرا در این شعر، آرایهٔ ادبی تمثیل دیده می‌شود که اغلب سبک شعرهای مولانا است. در این شعر جوجه‌کبوتر با خودسری شروع پرواز می‌کند اما چون هنوز پرواز را بلد نیست، از پا می‌افتد و مادرش شروع به نصیحت کردن جوجه کبوتر می‌کند؛ و در پایان شعر به مفهوم «باتجربه شدن در سایهٔ سعی و تلاش» اشاره می‌شود.
متاع جوانی
شعر متاع جوانی در کتاب سال اول دبیرستان یا متوسطهٔ اول دورهٔ دوم چاپ شده‌است که مناظره‌ای بین جوان و پیرمرد است. محتوای این شعر، استفاده از تجربه‌های دیگران و غنیمت شمردن دوران جوانی است. قالب این شعر، غزل است و دارای ۷ بیت است.

## جشنواره‌ها

### جایزهٔ ادبی پروین اعتصامی

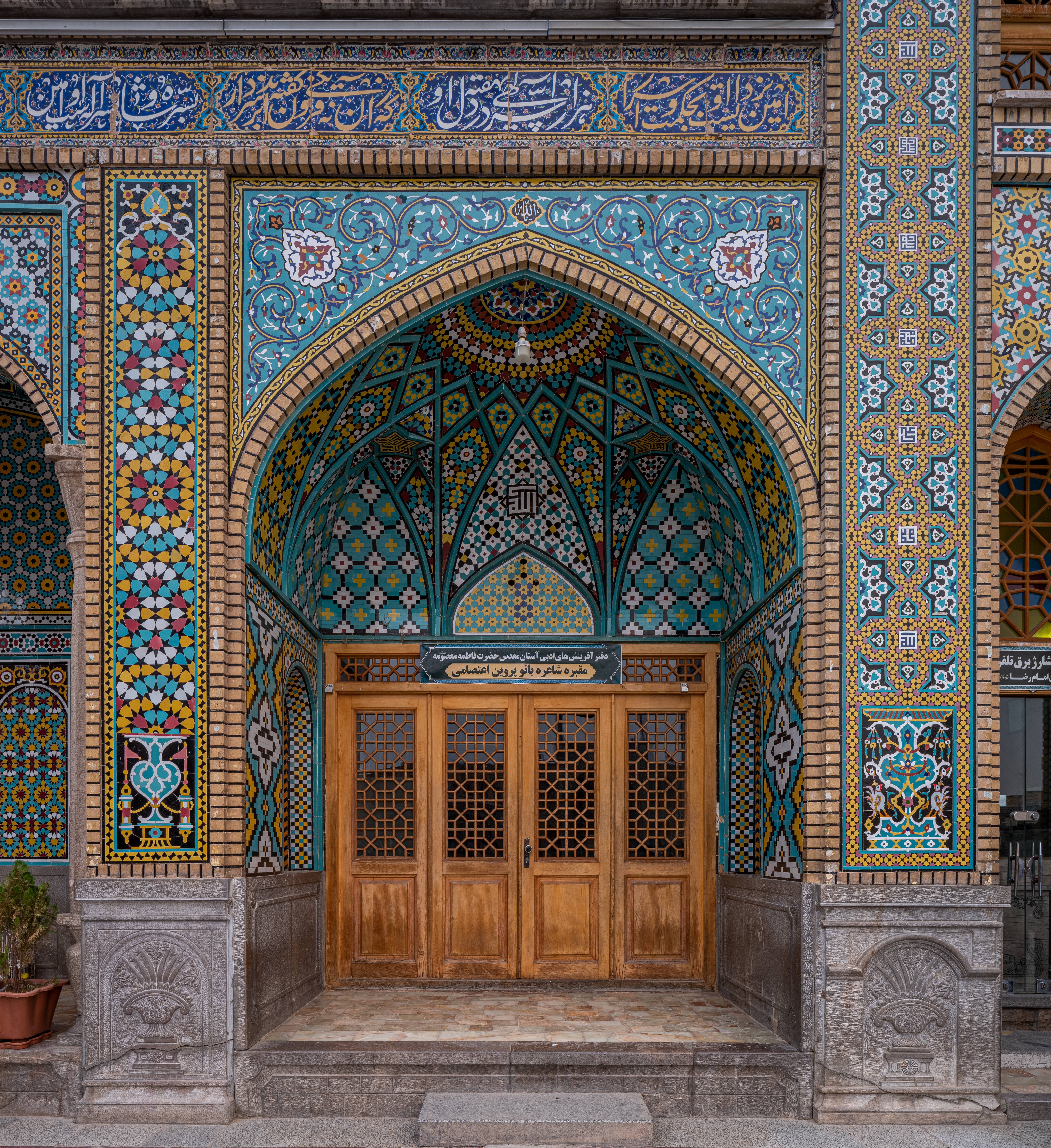
مقبرهٔ پروین اعتصامی، واقع در یکی از حجره‌های صحن اتابکی واقع در حرم فاطمهٔ معصومه.

جایزهٔ ادبی پروین اعتصامی در سال ۱۳۸۳ به‌تلاش معاونت فرهنگی وزارت فرهنگ و ارشاد اسلامی، در دفتر مجامع و فعالیت‌های فرهنگی آغاز به کار کرد. نخستین دورهٔ این جشنواره، در ۱۵ مرداد همان سال برگزار شد. این جایزه، با هدف تقدیر از خدمات و شخصیت پروین اعتصامی، پیشرفت خلاقیت‌ها و آثار ادبی زنان، ایجاد همبستگی بین ادبیات ملت‌ها به‌ویژه در حوزهٔ جهان اسلام، معرفی چهره‌های شاخص زنان ادیب و پژوهشگر و تقدیر از زنان در عرصهٔ ادبیات فارسی، توسط «دبیرخانهٔ جوایز سال» به زنان نویسنده اهدا می‌شود. این جایزه در روز بیست‌وپنجم اسفندماه، مطابق با روز بزرگداشت پروین اعتصامی، با مشارکت معاونت امور فرهنگی وزارت فرهنگ و ارشاد اسلامی و مؤسسهٔ خانهٔ کتاب، در مراسمی به همین نام به برندگان اهدا می‌شود. این جایزه در بخش‌های مختلف شعر، ادبیات داستانی، ادبیات نمایشی، ادبیات پژوهشی، شعر کودک و نوجوان، داستان کودک و نوجوان و بخش جنبی برگزار می‌شود و از برندگان مشهور این جایزه می‌توان به افرادی همچون مریم زندی، رؤیا صدر، بهناز علیپور گسکری، ترانه علیدوستی، فریبا کلهر، گیتا گرکانی و عرفان نظر آهاری و فریبا یوسفی اشاره کرد.

### جشنوارهٔ فیلم پروین اعتصامی
جشنوارهٔ فیلم پروین اعتصامی، هر سال به برخی زنان فیلم‌ساز که دارای فیلم بلند سینمایی هستند، جایزه اهدا می‌کند. این جشنواره بر اساس طرحی از «مازیار رضاخانی» در دی‌ماه ۱۳۸۳ تشکیل شد و تاکنون هرساله برگزار می‌شود. موضوعات فیلم‌های این جشنواره، نقش زنان در تحکیم بنیان خانواده، نقش زنان در تنظیم اقتصاد خانواده و زنان سرپرست خانوار است. این جشنواره تاکنون در ۸ دوره برگزار شده و توانسته ۸۴۴ فیلمساز زن را شناسایی و معرفی کند.

## یادبود

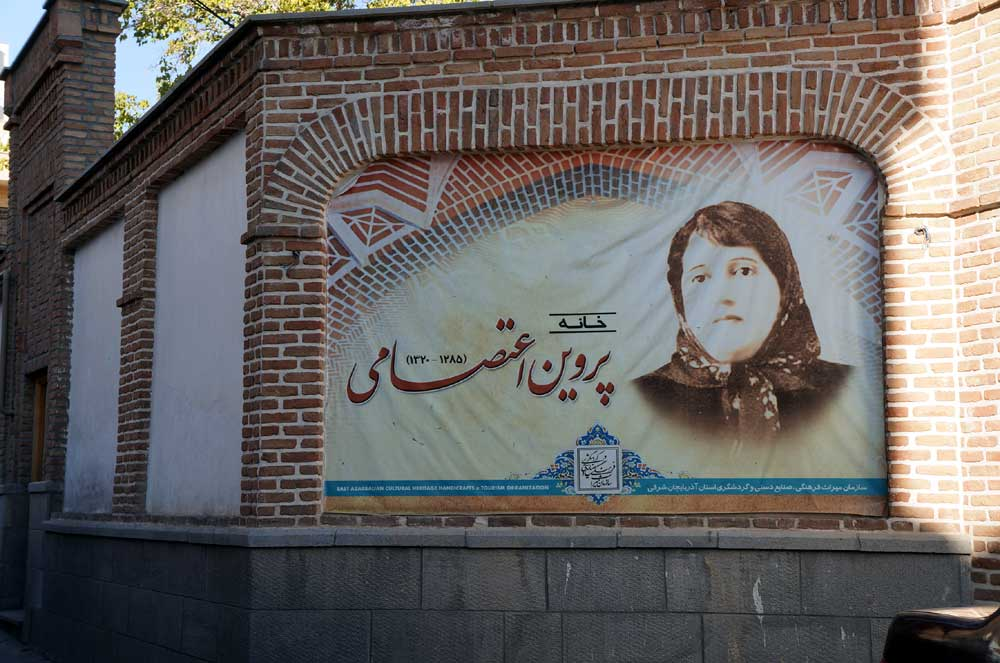
تابلوی ورودی خانهٔ پروین اعتصامی در تبریز

بیست‌وپنجم اسفندماه در تقویم رسمی ایران، به‌مناسب سالروز تولد پروین اعتصامی، «روز بزرگداشت پروین اعتصامی» نامگذاری شده‌است. دانشسرای عالی پس از انقلاب فرهنگی ایران، به دانشگاه خوارزمی تغییر نام یافت و امروزه پروین اعتصامی از مفاخر آن دانشگاه محسوب می‌شود. همچنین تعداد زیادی تندیس از پروین اعتصامی در سراسر ایران وجود دارد که از مشهورترین آن‌ها می‌توان به مجسمهٔ پروین در برج میلاد تهران، مجسمهٔ پروین در میدان اعتصامی شهرک ولیعصر تبریز و تندیس پروین در ابتدای پلکان خانه‌اش در تبریز اشاره کرد.

### خانه
خانهٔ پروین اعتصامی در تبریز، خیابان عباسی، جنب مسجد میرآقا، کوچهٔ ساوجبلاغی، پلاک ۶ واقع شده‌است. ساخت بنای خانهٔ پروین در تبریز به دوران پهلوی اول برمی‌گردد. در تاریخ ۲۸ اسفند ۱۳۸۵، این خانه به‌عنوان یکی از آثار ملی ایران با شمارهٔ ۱۸۶۸۱ به ثبت رسید. هم‌اکنون این خانه به موزهٔ پروین اعتصامی تبدیل شده‌است و برخی از لوازم شخصی و کتاب‌های اعتصامی در آن‌جا نگهداری می‌شود.
خانهٔ وی در تهران، اما، هم‌اکنون به محل دفتر یک شرکت، واحدی مسکونی و یک کارگاه مبل‌سازی تبدیل شده‌است.

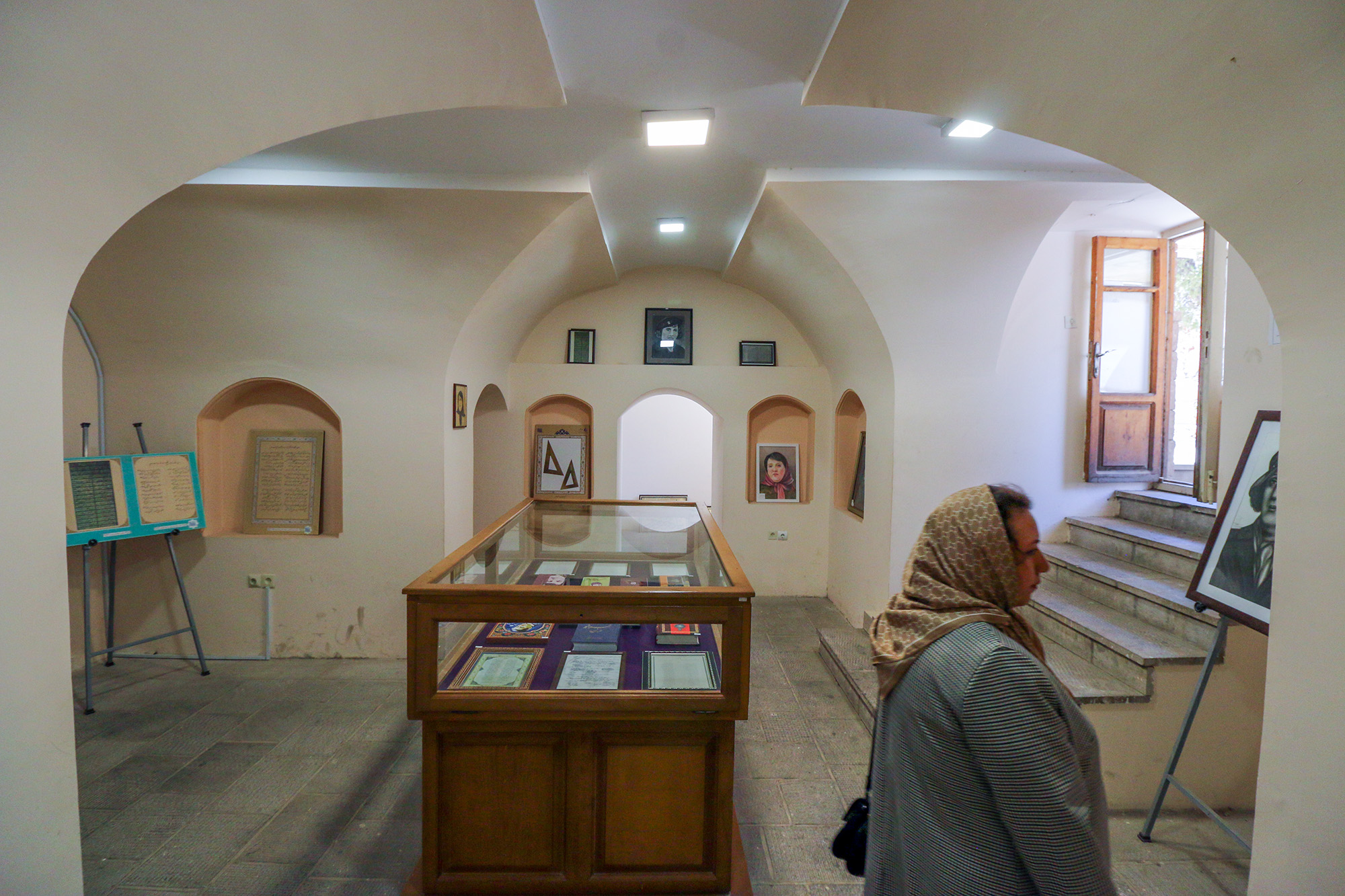
خانه پروین اعتصامی در تبریز

## استعاره
1. ↑  پدر